# Lissac, Haute-Loire

Lissac este o comună în departamentul Haute-Loire, Franța. În 2009 avea o populație de 263 de locuitori.